# Obádja de Bertinoro
Születési helyéről Obádja de Bertinoro, teljes nevén Obádja Járe ben Ábrahám (héberül: עובדיה מברטנורא), (Bertinoro, 1455 – Jeruzsálem, 1516) kora újkori zsidó hittudós, útleíró.
Fő műve egy misnakommentár, amely később nagyon elterjedt és sokan tanulmányozták. Fennmaradtak útelírásai is, amelyek kultúrtörténeti szempontból bírnak komoly értékkel.